# Středoevropský pohár 1931
Sezóna 1931 byla pátým ročníkem Středoevropského poháru. Zúčastnily se dva nejlepší týmy z uplynulého ročníku domácí ligy z Československa, Rakouska, Maďarska a Itálie. Vítězem se stal tým First Vienna FC 1894.

## Čtvrtfinále
| Domácí v 1. zápase   | Celkem | Hosté v 1. zápase | 1. zápas | 2. zápas |
| -------------------- | ------ | ----------------- | -------- | -------- |
| First Vienna FC 1894 | 7 - 0  | Bocskai SC        | 3 - 0    | 4 - 0    |
| SK Slavia Praha      | 2 - 3  | AS Roma           | 1 - 1    | 1 - 2    |
| Wiener AC            | 6 - 4  | Hungária FC       | 5 - 1    | 1 - 3    |
| Juventus FC          | 2 - 21 | AC Sparta Praha   | 2 - 1    | 0 - 1    |

1 Sparta zvítězila v rozhodujícím zápase na neutrální půdě 3:2.

## Semifinále
| Domácí v 1. zápase   | Celkem | Hosté v 1. zápase | 1. zápas | 2. zápas |
| -------------------- | ------ | ----------------- | -------- | -------- |
| First Vienna FC 1894 | 6 - 3  | AS Roma           | 3 - 2    | 3 - 1    |
| AC Sparta Praha      | 6 - 62 | Wiener AC         | 3 - 2    | 3 - 4    |

2 Wiener zvítězil v rozhodujícím zápase na neutrální půdě 2:0.

## Finále
| Domácí v 1. zápase   | Celkem | Hosté v 1. zápase | 1. zápas | 2. zápas |
| -------------------- | ------ | ----------------- | -------- | -------- |
| First Vienna FC 1894 | 5 - 3  | Wiener AC         | 3 - 2    | 2 - 1    |